# Michotamia aurata
Michotamia aurata is een tweevleugelige uit de familie van de roofvliegen (Asilidae).
Johann Christian Fabricius publiceerde in 1794 voor het eerst de wetenschappelijke naam van de soort.